# Gouvernement Pompidou I
Pour les articles homonymes, voir Gouvernement Georges Pompidou.
Ve République
Gouvernement Michel Debré Gouvernement Georges Pompidou II
Le premier gouvernement Georges Pompidou, dirigé par  le Premier ministre Georges Pompidou, est le gouvernement de la République française du 14 avril au 28 novembre 1962, pendant la présidence de Charles de Gaulle. Il s'agit du deuxième gouvernement de la Cinquième République.
Le gouvernement est renversé par une motion de censure le 4 octobre 1962 qui sera votée par les oppositions et la plupart des députés du CNIP. Le Premier ministre présente alors la démission de son gouvernement qui sera refusé par le Général De Gaulle qui décidera de dissoudre l'assemblée nationale, le gouvernement restera donc en place jusqu'aux élections législatives anticipées de novembre. À la suite de la victoire du camp gaulliste, Georges Pompidou sera renommé premier ministre par De Gaulle lui permettant de former un second gouvernement.

## Contexte de formation

### Contexte politique et économique
Le 14 avril 1962, Michel Debré qui était premier ministre depuis le début de la présidence De Gaulle présente la démission de son gouvernement au président de la république qui l'accepte. Cette démission fut souvent présentée comme le signe d'une forme de désaccord entre Debré et De Gaulle sur la politique d'autodétermination en Algérie (Debré étant plutôt proche des milieux favorables au maintien de l'Algérie Française). Le jour même de la démission du gouvernement, De Gaulle nomme Pompidou premier ministre, celui ci n'étant à l'époque pas vue comme homme politique d'expérience n'ayant pas effectué de mandat parlementaire. Cette nomination dans un contexte de résolution de la crise algérienne fut mal perçue par les dirigeants politiques favorables à un retour de la tradition parlementaire du régime républicain.

### Choix des ministres
L'essentiel des ministres du précédent gouvernement sont maintenus notamment André Malraux ,Pierre Pflimlin, Louis Jacquinot, Louis Joxe, Maurice Couve de Murville, Roger Frey, Edgard Pisani ou encore Valéry Giscard d'Estaing. Gaston Palewki est nommé ministre d'Etat chargé de la recherche scientifique, Jean Foyer remplace Bernard Chenot comme Garde des sceaux, Pierre Sudreau remplace Lucien Paye à l'éducation nationale, Michel Maurice-Bokanowski est nommé à l'industrie en remplacement de Jean-Marcel Jeanneney, Jacques Maziol est nommé ministre de la construction, Jacques Marette est nommé ministre des PTT.

### Coalition
La coalition gouvernementale initiale est la même que le gouvernement Debré à savoir l'UNR-UDT, le CNIP et le MRP. Le MRP se retire de la coalition le 15 mai 1962 à la suite de la conférence de presse du général De Gaulle. La coalition UNR-UDT-CNIP restera en place jusqu'au projet de référendum sur l'élection du président de la république au suffrage universel direct provoquant la rupture du gouvernement avec la plupart des députés CNIP qui voteront la censure du 4 octobre.

### Discours de politique générale
Le discours de politique générale du nouveau Premier ministre fait mauvaise impression à l'Assemblée nationale. Mal à l'aise, inexpérimenté, redoutant le contact avec les parlementaires, ce haut-fonctionnaire novice en politique parlementaire déclame un discours considéré par la presse et les députés comme terne.
Lorsque, trente ans plus tard, Édith Cresson verra pour les mêmes raisons échouer son discours de politique générale, elle déclarera que « le discours d'investiture de Georges Pompidou […] ne l'a pas empêché d'avoir le parcours que l'on sait ».

## Composition initiale
Le Premier ministre est nommé le 14 avril, les ministres et les secrétaires d'État sont nommés le lendemain.

### Premier ministre
| Image        | Fonction         |  | Nom              | Parti |
| ------------ | ---------------- |  | ---------------- | ----- |
| Michel Debré | Premier ministre |  | Georges Pompidou | UNR   |

### Ministres d'État
| Image           | Fonction                                                                                     |  | Nom             | Parti |
| --------------- | -------------------------------------------------------------------------------------------- |  | --------------- | ----- |
| André Malraux   | Ministre d'État, chargé des Affaires culturelles                                             |  | André Malraux   | UNR   |
| Pierre Pflimlin | Ministre d'État, chargé de la Coopération                                                    |  | Pierre Pflimlin | MRP   |
| Louis Jacquinot | Ministre d'État, chargé des Départements et territoires d'Outre-mer                          |  | Louis Jacquinot | CNIP  |
| Louis Joxe      | Ministre d'État, chargé des Affaires algériennes                                             |  | Louis Joxe      | UNR   |
| Gaston Palewski | Ministre d'État, chargé de la Recherche scientifique et des Questions atomiques et spatiales |  | Gaston Palewski | UNR   |

### Ministres
| Image                    | Fonction                                               |  | Nom                       | Parti |
| ------------------------ | ------------------------------------------------------ |  | ------------------------- | ----- |
|                          | Garde des Sceaux, ministre de la Justice               |  | Jean Foyer                | UNR   |
|                          | Ministre des Affaires étrangères                       |  | Maurice Couve de Murville | UNR   |
| Roger Frey               | Ministre de l'Intérieur                                |  | Roger Frey                | UNR   |
|                          | Ministre des Armées                                    |  | Pierre Messmer            | UNR   |
| Valéry Giscard d'Estaing | Ministre des Finances et des Affaires économiques      |  | Valéry Giscard d'Estaing  | CNIP  |
| Pierre Sudreau           | Ministre de l'Éducation nationale                      |  | Pierre Sudreau            | SE    |
| Robert Buron             | Ministre des Travaux publics et des Transports         |  | Robert Buron              | MRP   |
|                          | Ministre de l'Industrie                                |  | Michel Maurice-Bokanowski | UNR   |
|                          | Ministre de l'Agriculture                              |  | Edgard Pisani             | DVG   |
|                          | Ministre du Travail                                    |  | Paul Bacon                | MRP   |
|                          | Ministre de la Santé publique et de la Population      |  | Joseph Fontanet           | MRP   |
| Jacques Maziol           | Ministre de la Construction                            |  | Jacques Maziol            | UNR   |
| Raymond Triboulet        | Ministre des Anciens Combattants et Victimes de guerre |  | Raymond Triboulet         | UNR   |
|                          | Ministre des Postes et Télécommunications              |  | Jacques Marette           | UNR   |

### Ministres délégués
| Image | Fonction                                              | Ministre de rattachement |  | Nom              | Parti |
| ----- | ----------------------------------------------------- | ------------------------ |  | ---------------- | ----- |
|       | Ministre délégué pour les Relations avec le Parlement | Premier ministre         |  | Roger Dusseaulx  | UNR   |
|       | Ministre délégué pour l'Aménagement du territoire     | Premier ministre         |  | Maurice Schumann | MRP   |

### Secrétaires d'État
| Image | Fonction                                         | Ministre de rattachement |  | Nom               | Parti |
| ----- | ------------------------------------------------ | ------------------------ |  | ----------------- | ----- |
|       | Secrétaire d'État chargé de l'Information        | Premier ministre         |  | Alain Peyrefitte  | UNR   |
|       | Secrétaire d'État chargé de la Fonction publique | Premier ministre         |  | Jean de Broglie   | CNIP  |
|       | Secrétaire d'État aux Affaires étrangères        | -                        |  | Georges Gorse     | DVG   |
|       | Secrétaire d'État aux Rapatriés                  | -                        |  | Robert Boulin     | UNR   |
|       | Secrétaire d'État au Commerce intérieur          | -                        |  | François Missoffe | UNR   |
|       | Secrétaire d'État au Commerce extérieur          | -                        |  | Gilbert Grandval  | UDT   |
|       | Secrétaire d'État aux Travaux publics            | -                        |  | Pierre Dumas      | UNR   |

## Remaniements

### Remaniement ministériel du 15 mai 1962
Démission des cinq ministres issus du MRP (Paul Bacon, Robert Buron, Joseph Fontanet, Pierre Pflimlin et Maurice Schumann) après la conférence de presse du général de Gaulle qui fait suite à l'échec du plan Fouchet et au cours de laquelle le Général de Gaulle  ironise sur « les apatrides » et « les adeptes du volapük intégré » et, surtout, dénonce la construction européenne et son « fédérateur non-européen » (c'est-à-dire les États-Unis). Ces propos scandalisent le MRP, qui passe dans l'opposition et soutient par la suite Jean Lecanuet contre le Général à l'élection présidentielle de 1965.
Entrent au gouvernement :
- Ministre de la Santé publique et de la Population : Raymond Marcellin
- Ministre du Travail : Gilbert Grandval
- Ministre de la Coopération : Georges Gorse
- Ministre des Travaux publics et des Transports : Roger Dusseaulx
- Secrétaire d'État auprès du Premier ministre, chargé des Relations avec le Parlement : Pierre Dumas

### Remaniement ministériel du 11 septembre 1962
- Ministre délégué auprès du Premier ministre, chargé de l'Information : Christian Fouchet
- Ministre délégué chargé des Rapatriés : Alain Peyrefitte
- Secrétaire d'État au Budget : Robert Boulin
[sans mention de ministère de tutelle dans la source]

### Remaniement ministériel du 15 octobre 1962
- Démission de Pierre Sudreau, celui-ci est opposé au projet de référendum sur l'élection du président de la République au suffrage universel.
- Ministre de l'Éducation nationale par intérim : Louis Joxe

## Répartition partisane
| Parti                        | Parti                                       | Premier ministre | Ministres d'État | Ministres | Ministres délégués | Secrétaires d'État | Total |
| ---------------------------- | ------------------------------------------- | ---------------- | ---------------- | --------- | ------------------ | ------------------ | ----- |
| Répartition le 15 avril 1962 | Répartition le 15 avril 1962                | 1                | 5                | 14        | 2                  | 7                  | 29    |
|                              | Union pour la nouvelle République           | 1                | 3                | 8         | 1                  | 4                  | 17    |
|                              | Mouvement républicain populaire             |                  | 1                | 3         | 1                  |                    | 5     |
|                              | Centre national des indépendants et paysans | 1                | 1                |           | 1                  | 3                  |       |
|                              | Divers gauche                               |                  | 1                |           | 1                  | 2                  |       |
|                              | Sans étiquette                              |                  | 1                |           |                    | 1                  |       |
|                              | Union démocratique du travail               |                  |                  |           | 1                  | 1                  |       |

## Le vote de censure du 5 octobre 1962 et démission
L’Assemblée nationale ayant voté une motion de censure le 4 octobre 1962, le Premier ministre, en vertu de l’article 50 de la Constitution, remit aussitôt la démission du gouvernement au président de la République. Toutefois, celui-ci la refusa et choisit de dissoudre l’Assemblée nationale le 10 octobre. La démission est acceptée le 28 novembre 1962 (Journal officiel du 29 novembre 1962).
Certains constitutionnalistes s’interrogent encore pour savoir si, à défaut d’être illégal (la Constitution étant muette sur ce point précis), ce refus d’accepter la démission n’était pas entaché d’une certaine illégitimité.[réf. nécessaire]
Il faut remarquer que, dans les faits, le gouvernement s’est comporté, pendant la période électorale, comme un cabinet « expédiant les affaires courantes », ainsi qu’en témoigne l’ajout intérimaire du portefeuille de l’Éducation nationale aux compétences de Louis Joxe.